# Final Day – Das Ende der Welt
Final Day – Das Ende der Welt (Originaltitel: MegaFault) ist ein US-amerikanischer Katastrophenfernsehfilm von David Michael Latt aus dem Jahr 2009. Latt war außerdem für die Produktion und den Filmschnitt zuständig. The Asylum produzierte den Film für Syfy. In den Hauptrollen sind Brittany Murphy in ihrer vorletzten Filmproduktion vor ihrem Tod, Eriq La Salle und Bruce Davison zu sehen.

## Handlung
In West Virginia löst Charles „Boomer“ Baxter wegen einer Sprengung mit TNT ein verheerendes Erdbeben aus, dass das gesamte Gebiet verwüstet. Ein paar Stunden später erreicht die Seismologin der Regierung, Dr. Amy Lane, das Epizentrum des Bebens. Sie erkennt, dass das Beben eine tiefe Verwerfung geöffnet hat, die durch das Zentrum Nordamerikas verläuft und in der San-Andreas-Verwerfung endet. Jede weitere Instabilität wird massive Erdbeben und Tsunamis verursachen, die Los Angeles, San Francisco und andere Städte rund um den Pazifischen Ozean verwüsten und zum Tod von Millionen führen.
Dr. Lane und Boomer verfolgen den ausdehnenden Riss in der Erdkruste und entwickeln einen Plan, um das nächste Beben zu stoppen. Sie entscheiden sich dafür einen Satelliten, der über dem Kontinent kreist und Erdbeben auslösen kann zu verwenden. Sie feuern den Satelliten ab, als sie den Grand Canyon erreichen, um einen weiteren Einriss Richtung San-Andreas-Verwerfung abzulenken. Sie wollen die Energie Richtung Golf von Mexiko leiten. Allerdings misslingt der Plan und die Energie übt sich Richtung Norden zum Yellowstone aus.
Sie befürchten, dass die freigesetzte Energie genügt, um einen gigantischen Vulkanausbruch zu provozieren und aufgrund dessen Folgen Millionen von Menschen sterben könnten. Sie beschließen Sprengstoff zu benutzen, um den Weg der Verwerfung zu blockieren. Als sie den Park erreichen, zündet Boomer den Sprengstoff, wodurch der Vulkanausbruch tatsächlich gestoppt werden kann. Dafür musste Boomer allerdings mit seinem Leben zahlen. Am Ende zeigt eine Aufnahme aus der Umlaufbahn der Vereinigten Staaten eine riesige Schlucht, die sich über den größten Teil des Kontinents kilometerweit erstreckt.

## Hintergrund
Die San-Andreas-Verwerfung spielt in mehreren The Asylum-Produktionen eine große Rolle, so zum Beispiel 2015 in San Andreas Quake – Los Angeles am Abgrund oder 2019 in San Andreas Mega Quake. Gedreht wurde in Davenport im US-Bundesstaat Iowa. Das Budget lag bei geschätzten 1,2 Millionen US-Dollar. Jack P. Downing, Darsteller des General Banks, wirkte bisher lediglich in diesem Fernsehfilm mit.
Die Fernsehpremiere in den USA auf Syfy erfolgte am 10. Oktober 2009. Am 7. Mai 2010 ging der Film in Deutschland in den Videoverleih.

## Rezeption
„Erbärmlicher Katastrophenfilm mit dem hinlänglich bekannten Bedrohungspotenzial. Der vorletzte Film mit Brittany Murphy (1977–2009) ist nicht mehr als die unambitionierte Konfektionsware eines Bezahlsenders.“